# Borgata Rosa-Sassi
Borgata Rosa e Sassi (Borgià Reusa e Sass in piemontese) sono due quartieri della Circoscrizione 7 di Torino posti al confine nord-est della città, sulla direttrice verso San Mauro Torinese.

## Storia
Le due borgate, per continuità territoriale chiamate con un unico nome (Borgata Rosa-Sassi), sono situate in territorio precollinare e dispongono sul loro territorio di ampi spazi adibiti a verde.

## Borgata Rosa
Agli inizi dell'Ottocento, sul lato destro di corso Casale, la famiglia Rosa aveva impiantato una fornace per la fabbricazione dei mattoni, dalla quale si presume che derivi il nome dato alla borgata. Viene, infatti, citato in zona un gruppo di case denominato Tetti Rosa.
La borgata Rosa è nota per il Parco del Meisino, situato nel suo territorio su un'area vasta 450.000 m².

## Borgata Sassi
Tra Madonna del Pilone e Sassi non sboccano valli, ma si estende un pendio relativamente ripido, che domina l'ansa del Po in corrispondenza della confluenza della Dora. La posizione era strategica, perché controllava il traghetto sul Po (dove si trova l'attuale ponte di Sassi, in origine intitolato all'allora principe Umberto di Savoia), la strada lungo il fiume, il bosco del Meisino, l'imbocco delle valli di Mongreno e di Reaglie e quindi gli accessi a Chieri. Non stupisce pertanto che sin dal medioevo qui si trovasse un "castrum", appartenente alla famiglia Necchi, che godeva anche dei diritti di pesca e di navigazione sul Po in questo tratto.
La borgata Sassi è nota per l'omonima stazione di testa della tranvia Sassi-Superga.